# Rudyard Lake Steam Railway
Паровая железная дорога Редьярд-Лейк — миниатюрная железная дорога, по которой можно ездить, и третья по счету железная дорога, идущая вдоль озера Редьярд в Стаффордшире. Железная дорога проходит по 2,4 км на железнодорожном полотне старой железной дороги Норт-Стаффордшир. После того как линия NSR была закрыта, в течение двух лет на этом участке ездил небольшой узкоколейный поезд, после чего следовал через Саффолк в Trago Mills в Девоне.
Текущая линия была запущена в 1985 году и имеет ширину 260 мм (10 1⁄4 дюйма) и работает по расписанию. Дорога была построена Джоном Истманом из Конглтона, работавшим самостоятельно в течение 10 лет. В октябре 2000 года он продал железную дорогу компании Rudyard Lake Steam Railway Ltd, которая с тех пор разрабатывает её.
Поезда примерно вдвое меньше обычной узкоколейной железной дороги и перевозятся паровозом. Железная дорога идет от железнодорожной станции Редьярд до плотины, затем вдоль берега озера и заканчивается у берега озера в Хантхаус Вуд. Это примерно в миле к югу от места старого железнодорожного вокзала Клифф-Парк. Железная дорога была приобретена компанией Leek and Rudyard Railway 18 декабря 2015 года. Эта компания владеет активами бывшей железной дороги Малл и планирует объединить две железные дороги в Редьярд.
Поезда ходят по воскресеньям и в праздничные дни с января по конец ноября, более регулярные рейсы с Пасхи до октября и ежедневно во время школьных каникул. Железная дорога является членом Великих маленьких железных дорог Великобритании и была членом железнодорожной ассоциации наследия.